# Даймонд-Ридж (Аляска)
Даймонд-Ридж (англ. Diamond Ridge) — переписна місцевість (CDP) в США, в окрузі Кенай штату Аляска. Населення — 1330 осіб (2020).

## Географія
Даймонд-Ридж розташований за координатами 59°41′47″ пн. ш. 151°33′19″ зх. д. / 59.69639° пн. ш. 151.55528° зх. д. (59.696347, -151.555203).  За даними Бюро перепису населення США в 2010 році переписна місцевість мала площу 109,76 км², з яких 109,75 км² — суходіл та 0,01 км² — водойми.

## Демографія
Згідно з переписом 2010 року, у переписній місцевості мешкало 1156 осіб у 493 домогосподарствах у складі 312 родин. Густота населення становила 11 осіб/км².  Було 647 помешкань (6/км²).
Расовий склад населення:
| - 91,7 % — білих - 3,1 % — корінних американців - 1,3 % — азіатів - 0,2 % — чорних або афроамериканців |

До двох чи більше рас належало 3,5 %. Частка іспаномовних становила 2,1 % від усіх жителів.
За віковим діапазоном населення розподілялося таким чином: 22,4 % — особи молодші 18 років, 68,3 % — особи у віці 18—64 років, 9,3 % — особи у віці 65 років та старші. Медіана віку мешканця становила 45,6 року. На 100 осіб жіночої статі у переписній місцевості припадало 108,7 чоловіків;  на 100 жінок у віці від 18 років та старших — 104,3 чоловіків також старших 18 років.
Середній дохід на одне домашнє господарство  становив 83 813 долари США (медіана — 69 375), а середній дохід на одну сім'ю — 91 441 долар (медіана — 80 875). Медіана доходів становила 51 250 доларів для чоловіків та 33 281 долар для жінок. За межею бідності перебувало 9,2 % осіб, у тому числі 4,3 % дітей у віці до 18 років та 13,9 % осіб у віці 65 років та старших.
Цивільне працевлаштоване населення становило 549 осіб. Основні галузі зайнятості: освіта, охорона здоров'я та соціальна допомога — 35,7 %, публічна адміністрація — 9,8 %, науковці, спеціалісти, менеджери — 9,5 %.